# You’re My Favorite Waste of Time
«You’re My Favorite Waste of Time» (также «Favorite Waste of Time» и «My Favourite Waste of Time») — песня, написанная и впервые выпущенная американским певцом Маршаллом Креншоу. Его домашнее демо песни 1979 года было выпущено как Би-сайд его хита 1982 года «Someday, Someway» и доступно на его сборниках The 9 Volt Years и This Is Easy: The Best of Marshall Crenshaw.
Песня, хотя изначально была Би-сайдом, позже была перепета многими исполнителями, в том числе Бетт Мидлер (для альбома No Frills), у которой был небольшой успех с песней в Австралии и США в 1983 году, и Оуэном Полом, который достиг 3-го места в Великобритании со своим исполнением.

## Чарты
| Чарт (1983)                   | Высшая позиция |
| ----------------------------- | -------------- |
| Австралия (Kent Music Report) | 44             |
| США (Billboard Hot 100)       | 78             |

| Чарт (1986)                     | Высшая позиция |
| ------------------------------- | -------------- |
| Австралия (Kent Music Report)   | 23             |
| Австрия (Ö3 Austria Top 40)     | 20             |
| Бельгия/Фландрия (Ultratop 50)  | 8              |
| Великобритания (OCC UK Singles) | 3              |
| Германия (GfK)                  | 21             |
| Ирландия (IRMA)                 | 4              |
| Нидерланды (Single Top 100)     | 8              |